# Функция масс двойных звёзд
Функция масс двойных звёзд (англ. Binary mass function) — функция, создающая ограничения для массы ненаблюдаемого компонента (звезды или экзопланеты) в спектрально-двойных звёздах или планетных системах с одной линией. Значение определяется по наблюдаемым характеристикам: по орбитальному периоду двойной системы и пику лучевой скорости наблюдаемой звезды. Скорость одного компонента двойной и орбитальный период двойной системы предоставляют частичную информацию о расстоянии и гравитационном взаимодействии между компонентами, что даёт сведения о массах объектов.

## Введение

Два тела обращаются вокруг общего центра масс, обозначенного красным крестиком. Более крупное тело обладает большей массой и, следовательно, меньшей орбитой и меньшей орбитальной скоростью, чем звезда-компаньон.

Функция масс двойных систем опирается на третий закон Кеплера, в который вводится лучевая скорость наблюдаемого компонента. Третий закон Кеплера описывает движения двух тел, обращающихся вокруг одного центра масс. Он связывает период обращения (время, необходимое для совершения полного оборота), расстояние между двумя объектами и сумму их масс. При заданном расстоянии между телами в случае большей суммы масс системы орбитальные скорости также будут выше. С другой стороны, при заданной массе больший период обращения подразумевает большее расстояние и большие скорости на орбите.
Поскольку период обращения и скорости на орбите в двойной системе связаны с массами компонентов двойной, то измерение данных параметров предоставляет некоторые сведения о массе одного или обоих объектов. Но, поскольку настоящую орбитальную скорость в общем случае определить невозможно, то получаемая информация весьма ограничена.
Лучевая скорость является компонентом орбитальной скорости вдоль луча зрения наблюдателя. В отличие от истинной орбитальной скорости, лучевую скорость можно определить методами доплеровской спектроскопии спектральных линий в излучении звезды  или по вариациям времени приёма импульсов от радиопульсара. В том случае, когда наблюдается спектральная линия только одного компонента, можно определить нижнюю границу для массы второго компонента.
Истинные значения массы и орбитальной скорости нельзя определить по данным о лучевой скорости, поскольку наклонение орбиты относительно картинной плоскости чаще всего неизвестно (наклонение орбиты с точки зрения наблюдателя связывает лучевую скорость и орбитальную). Это приводит к зависимости оценки массы от наклона орбиты. Например, если измеренная скорость мала, это может означать либо малую орбитальную скорость (что означает малые массы объектов) и большое наклонение (орбита видна практически с ребра), либо высокую орбитальную скорость (и большие массы компонентов) при малом наклонении (орбита видна практически плашмя).

## Вывод соотношений для круговых орбит

Кривая лучевой скорости при максимальных значениях K=1 м/с и периоде обращения 2 года.

Пик лучевой скорости {\displaystyle K} является половиной амплитуды кривой лучевых скоростей, как показано на рисунке. Орбитальный период {\displaystyle P_{\mathrm {orb} }} определяется по периодичности кривой лучевой скорости. Эти величины необходимо определить по наблюдательным данным для вычисления функции масс двойной системы.
Наблюдаемый объект и его параметры обозначим индексом 1, ненаблюдаемый объект — индексом 2.
Пусть {\displaystyle M_{1}} и {\displaystyle M_{2}} — массы объектов, {\displaystyle M_{1}+M_{2}=M_{\mathrm {tot} }} представляет полную массу двойной системы, {\displaystyle v_{1}} и {\displaystyle v_{2}} — орбитальные скорости, {\displaystyle a_{1}} и {\displaystyle a_{2}} — расстояния от объектов до центра масс системы. {\displaystyle a_{1}+a_{2}=a} — большая полуось двойной системы.
Запишем третий закон Кеплера, здесь {\displaystyle \omega _{\mathrm {orb} }=2\pi /P_{\mathrm {orb} }} — орбитальная частота, {\displaystyle G} — гравитационная постоянная.
{\displaystyle GM_{\mathrm {tot} }=\omega _{\mathrm {orb} }^{2}a^{3}.}
По определению центра масс, {\displaystyle M_{1}a_{1}=M_{2}a_{2}}, запишем
{\displaystyle a=a_{1}+a_{2}=a_{1}\left(1+{\frac {a_{2}}{a_{1}}}\right)=a_{1}\left(1+{\frac {M_{1}}{M_{2}}}\right)={\frac {a_{1}}{M_{2}}}(M_{1}+M_{2})={\frac {a_{1}M_{\mathrm {tot} }}{M_{2}}}.}
Подставляя данное выражение для {\displaystyle a} в третий закон Кеплера, получим
{\displaystyle GM_{\mathrm {tot} }=\omega _{\mathrm {orb} }^{2}{\frac {a_{1}^{3}M_{\mathrm {tot} }^{3}}{M_{2}^{3}}},}
что можно переписать в виде
{\displaystyle {\frac {M_{2}^{3}}{M_{\mathrm {tot} }^{2}}}={\frac {\omega _{\mathrm {orb} }^{2}a_{1}^{3}}{G}}.}
Пик лучевой скорости объекта 1, {\displaystyle K}, зависит от наклонения орбиты {\displaystyle i} (наклонение 0° соответствует орбите, видимой плашмя, при наклонении 90° орбита видна с ребра). Для круговой орбиты (эксцентриситет равен 0) {\displaystyle K} определяется соотношением
{\displaystyle K=v_{1}\sin i=\omega _{\mathrm {orb} }a_{1}\sin i.}
После подстановки {\displaystyle a_{1}} получаем соотношение
{\displaystyle {\frac {M_{2}^{3}}{M_{\mathrm {tot} }^{2}}}={\frac {K^{3}}{G\omega _{\mathrm {orb} }\sin ^{3}i}}.}
Функция масс двойной системы {\displaystyle f} имеет вид
{\displaystyle f={\frac {M_{2}^{3}\ \sin ^{3}i}{(M_{1}+M_{2})^{2}}}={\frac {P_{\mathrm {orb} }\ K^{3}}{2\pi G}}.}
Для оценки или предположения о массе {\displaystyle M_{1}} наблюдаемого объекта 1 можно определить минимальную массу  {\displaystyle M_{\mathrm {2,min} }} ненаблюдаемого объекта 2 в предположении {\displaystyle i=90^{\circ }}. Истинное значение массы {\displaystyle M_{2}} зависит от наклонения орбиты. Наклонение обычно неизвестно, но с некоторой точностью его можно определить из наблюдений затмений, ограничить по ненаблюдаемости прохождений или моделировать с использованием эллипсоидальных вариаций (несферическая форма звезды в двойной системе приводит к изменениям блеска при обращении по орбите, зависящим от наклонения системы).

### Ограничения
В случае {\displaystyle M_{1}\gg M_{2}} (например, когда ненаблюдаемый объект является экзопланетой) функция масс приводится к виду
{\displaystyle f\approx {\frac {M_{2}^{3}\ \sin ^{3}i}{M_{1}^{2}}}.}
В случае {\displaystyle M_{1}\ll M_{2}} (например, если ненаблюдаемый объект является массивной чёрной дырой), функция масс имеет вид
{\displaystyle f\approx M_{2}\ \sin ^{3}i,}
и при {\displaystyle 0\leq \sin {i}\leq 1} для {\displaystyle 0^{\circ }\leq i\leq 90^{\circ }} функция массы даёт нижний предел для массы ненаблюдаемого объекта 2.
В общем случае для любого {\displaystyle i} и {\displaystyle M_{1}}
{\displaystyle M_{2}>\mathrm {max} \left(f,f^{1/3}M_{1}^{2/3}\right).}

## Орбита с ненулевым эксцентриситетом
В случае, когда орбита обладает ненулевым эксцентриситетом {\displaystyle e}, функция массы имеет вид
{\displaystyle f={\frac {M_{2}^{3}\ \mathrm {sin} ^{3}i}{(M_{1}+M_{2})^{2}}}={\frac {P_{\mathrm {orb} }\ K^{3}}{2\pi G}}(1-e^{2})^{3/2}=10385\cdot 10^{-11}\,\left(1-e^{2}\right)^{3/2}K^{3}P_{\mathrm {orb} }}.

## Применение

### Рентгеновские двойные звёзды
Если объект-аккретор в рентгеновской двойной звезде обладает минимальной массой, превосходящей предел Оппенгеймера — Волкова (наибольшая возможная масса нейтронной звезды), то объект, вероятно, является чёрной дырой. Такова ситуация с источником Лебедь X-1, для которого была измерена скорость звезды-компаньона.

### Внесолнечные планеты
Наличие экзопланеты приводит к движению звезды по малой орбите вокруг центра масс системы звезда-планета. Такие колебания могут наблюдаться, если лучевая скорость звезды достаточно высока. Похожим образом проводится метод детектирования экзопланет по лучевым скоростям. Используя функцию масс и лучевую скорость родительской звезды, можно  определить минимальную массу экзопланеты.:9 Применение данного метода к наблюдениям Проксимы Центавра, ближайшей звезды к Солнцу, привело к обнаружению Проксимы Центавра b, экзопланеты земного типа с минимальной массой 1.27 M🜨.

### Планеты около пульсаров
Пульсарные планеты обращаются вокруг пульсаров, несколько подобных планет было открыто при анализе интервалов времени между вспышками. Изменения лучевой скорости пульсара определяются по меняющимся промежуткам времени между приёмом сигнала от импульсов. Первые экзопланеты открыты таким методом в 1992 году вокруг миллисекундного пульсара PSR 1257+12. Другим примером является PSR J1719-1438, миллисекундный пульсар, чьим компаньоном является PSR J1719-1438 b, обладает минимальной массой примерно как у Юпитера, согласно функции масс.